# Salganea guentheri
Salganea guentheri es una especie de cucaracha del género Salganea, familia Blaberidae.

## Distribución
Esta especie se encuentra en Indonesia y Malasia.